# Greater Manchester
Greater Manchester (Manchester-ul Mare) este un comitat în nord-vestul Angliei, cuprinzînd zona metropolitană a orașului Manchester.
1. ↑   http://ons.maps.arcgis.com/home/item.html?id=a79de233ad254a6d9f76298e666abb2b Lipsește sau este vid: |title= (ajutor)